# Jens Klocksin
Jens Klocksin (* 1957 in Berlin) ist ein deutscher Naturschützer und ehemaliger Politiker (SPD). Von 2004 bis 2009 war er Mitglied des Landtages Brandenburg. Seit 2022 ist er Bundesschatzmeister des Bund für Umwelt und Naturschutz Deutschland e.V. (BUND).

## Leben und Beruf
Jens Klocksin wurde im Ost-Berliner Bezirk Lichtenberg geboren und zog im Jahr 1959 mit seinen Eltern nach Hessen. Er legte 1976 sein Abitur in Weilburg/Lahn ab. Zwischen 1976 und 1978 war er als Zeitsoldat in Wetzlar stationiert. Von 1978 bis 1983 arbeitete er als Bauarbeiter, Raumausstatter und Taxifahrer. Von 1983 bis 1985 war er Projektreferent beim Service Civil International (Deutscher Zweig). Von 1985 bis 1990 war er als persönlicher Referent beim Vorsitzenden des Haushaltsausschusses des Deutschen Bundestages tätig. Er absolvierte in dieser Zeit zudem ein Studium der Politischen Wissenschaften, Psychologie und Rechtswissenschaften in Heidelberg und Bonn. Im Jahr 1989 legte er seine Magisterprüfung ab.
Im Jahr 1990 übernahm Klocksin eine Beratertätigkeit für die Deutsche Telepost Consulting GmbH (Projekt „500 Jahre Post“). In den Jahren 1991 bis 1998 war er Referent im Bundesministerium für Wirtschaft. Während dieser Zeit wurde er 1993 zum Dr. phil. an der Universität Marburg nach erfolgreichem Rigorosum zum Thema Kommunisten im Parlament: die KPD in Regierungen und Parlamenten der westdeutschen Besatzungszonen und der Bundesrepublik Deutschland (1945–1956) promoviert.
Von 1998 bis 2002 arbeitete Klocksin als Referatsleiter für Infrastrukturpolitik im Bundeskanzleramt. Zwischen 2000 und 2007 fungierte er als ehrenamtliches Beiratsmitglied des An-Instituts für die Revitalisierung und Entwicklung von Gewerbe- und Konversionsflächen sowie Industriebrachen (IREGIA) an der Technischen Universität Chemnitz. Von 2002 bis 2004 war er für Modellvorhaben der Raumordnung und Projektplanung im Bundesministerium für Verkehr, Bau- und Wohnungswesen verantwortlich. Klocksin war von 2009 bis 2022 Referatsleiter u. a. für Lärmschutz Umwelt- und Klimaschutz, Deutschlandtakt und Forschung im Eisenbahnbereich im Bundesministerium für Digitales und Verkehr. In dieser Funktion gehörte er von 2010 bis 2014 dem ehrenamtlichen Beirat des Verbandes der Eisenbahningenieure (VDEI) und von 2019 bis 2022 dem Aufsichtsrat der DB Station & Service AG an. Der Arbeitsring Lärm der Deutschen Gesellschaft für Akustik (ALD DEGA) ehrte Klocksin „für seinen Einsatz, seine Erfolge und Verdienste bei der Minderung des Schienenverkehrslärms in Deutschland und Europa“ mit dem Lärmschutzpreis 2025.
Jens Klocksin ist verheiratet und hat zwei Kinder.

## Politik
Seit 1975 ist Jens Klocksin Mitglied der SPD. Seitdem hatte er verschiedene Funktionen in der Arbeitsgemeinschaft der Jungsozialisten und in der SPD, u. a. Mitglied im Unterbezirksvorstand Bonn und im Landesvorstand Brandenburg.
Von 2003 bis 2014 war Klocksin Mitglied der Gemeindevertretung Kleinmachnow, u. a. Vorsitzender der SPD-Fraktion, Vorsitzender des Bauausschusses, Vorsitzender des Bauausschusses sowie Vorsitzender der Kommunalen Arbeitsgemeinschaft „Der Teltow“. Zwischen 2008 und 2014 war er Mitglied bzw. Vorsitzender des Aufsichtsrats der Planungs- und Entwicklungsgesellschaft Kleinmachnow mbH inne.
Ab Oktober 2004 war Jens Klocksin Mitglied des Landtages Brandenburg. Er wurde im Wahlkreis Potsdam-Mittelmark IV direkt in den Landtag gewählt. Ab November 2004 war er verkehrspolitischer Sprecher der SPD-Landtagsfraktion. Er gehörte dem Ausschuss für Infrastruktur und Raumordnung als stellvertretender Vorsitzender sowie den Ausschüssen für Europaangelegenheiten und Entwicklungspolitik, für Wirtschaft und für Umwelt und Landwirtschaft an. Als ehrenamtliches Mitglied saß er von 2005 bis 2009 im Beirat des Brandenburgischen Ministeriums der Finanzen zur Verwertung der Liegenschaften der Westgruppe der Truppen (WGT-Beirat). 2008/09 gehörte er dem 1. Untersuchungsausschusses (Bodenreformland) an. Bei der Landtagswahl 2009 trat Klocksin nicht mehr an.

## Gesellschaftliches Engagement
Klocksin gehörte in den Jahren 1977 bis 1981 dem Vorstand der Aktion Jugendzentrum e.V. an, dem Trägerverein des selbstverwalteten Jugendzentrums in Weilburg/Lahn. Seit 1983 ist Klocksin Mitglied der Gewerkschaft Öffentliche Dienste, Transport und Verkehr (ötv, seit 2001 ver.di), und war gewerkschaftlicher Vertrauensmann.
Von 1985 bis 1996 war er Mitglied im Radfahrverband RKB Solidarität von 1896 e.V., Offenbach am Main, 1985 bis 1991 Mitgründer und Vorsitzender des RKB Solidarität Bonn e.V., 1985 bis 1987 Mitglied im Bundesvorstand des Jugendverbandes als Referent für Internationale Jugendarbeit, und 1991 bis 1996 Mitglied des Bundesvorstands, verantwortlich für Verkehrspolitik.
Im Jahr 1998 war Klocksin Mitgründer der Bürgerinitiative Stammbahn (BIS), Berlin – Kleinmachnow – Potsdam, deren Steuerungsgruppe er seitdem angehört. Von 2007 bis 2011 war er ehrenamtliches Beiratsmitglied des Projekts Ökologischer Korridor Südbrandenburg der Stiftung Naturlandschaften Brandenburg, Potsdam.
Seit 1994 ist Klocksin Mitglied des Bund für Umwelt und Naturschutz Deutschland (BUND). 2021 wurde er zum Schatzmeister im BUND Landesverband Brandenburg gewählt. In dieser Funktion gehört er dem Vorstand des Trägerverbunds Burg Lenzen sowie dem Kuratorium des Nationalparks Schlaubetal an. Klocksin ist seit 2022 Bundesschatzmeister des BUND. Seit 2024 vertritt er den Verband im Vorstand der Allianz pro Schiene.

## Veröffentlichungen
- Separatisten im Rheinland. 70 Jahre nach der Schlacht im Siebengebirge, Pahl-Rugenstein Verlag, Bonn 1993
- Kommunisten im Parlament: die KPD in Regierungen und Parlamenten der westdeutschen Besatzungszonen und der Bundesrepublik Deutschland (1945–1956), Verlag im Hof, Bonn 1993 (zudem Dissertation an der Universität Marburg).
- Rad – Kultur – Bewegung. 100 Jahre rund ums Rad: Rad und Kraftfahrerbund Solidarität. Illustrierte Geschichte 1896–1996, Klartext Verlag, Essen 1995 (Herausgeber, mit Ralf Beduhn)
- Entlang der Uecker. Von den Quellseen bis zum Oderhaff, Bebra Verlag, Berlin 1996 (mit Hans-Leopold von Winterfeld und Susi Boxberg).
- Aufbruch im Umbruch. Beiträge zur Zukunft von Bonn und Region, Bouvier Verlag, Bonn 1996 (Herausgeber, mit Martin Hennicke)
- Zur Zukunft der Region Teltow/Kleinmachnow/Stahnsdorf (TKS-Studie), 2006 (mit Sung-Ho Jeong)
- Die Kolonialmacht Brandenburg. Dokumentation der Tagung Eine Brandenburg in Afrika? 325 Jahre Brandenburgische Landnahme in Westafrika – Was Nun! am 8. Februar 2008 im Haus der Brandenburgisch-Preußischen Geschichte in Potsdam, Potsdam 2008 (Herausgeber, mit Uwe Prüfer)